# Anna Gomis
Anna Gomis (Tourcoing, 6 ottobre 1973) è una lottatrice francese, specializzata nella lotta libera.

## Palmarès
- Giochi olimpici

Atene 2004: bronzo nei 55 kg.
- Mondiali

Stavern 1993: oro nei 50 kg.
Mosca 1995: bronzo nei 57 kg.
Sofia 1994: argento nei 50 kg.
Sofia 1996: oro nei 53 kg.
Clermond-Ferrand 1997: oro nei 56 kg.
Poznan 1998: argento nei 56 kg.
Hildursborg 1999: oro nei 56 kg.
Mosca 2010: bronzo nei 55 kg.
- Europei

Ivanovo 1993: bronzo nei 50 kg.
Oslo 1996: oro nei 53 kg.
Varsavia 1997: oro nei 56 kg.
Bratislava 1998: oro nei 56 kg.
Götzis 1999: oro nei 56 kg.
Budapest 2000: bronzo nei 56 kg.
Varna 2005: argento nei 55 kg.
Mosca 2006: bronzo nei 55 kg.
Sofia 2007: bronzo nei 55 kg.
- Giochi del Mediterraneo

Tunisi 2001: bronzo nei 56 kg.
Almería 2005: oro nei 55 kg.